# Palais de la Chancellerie

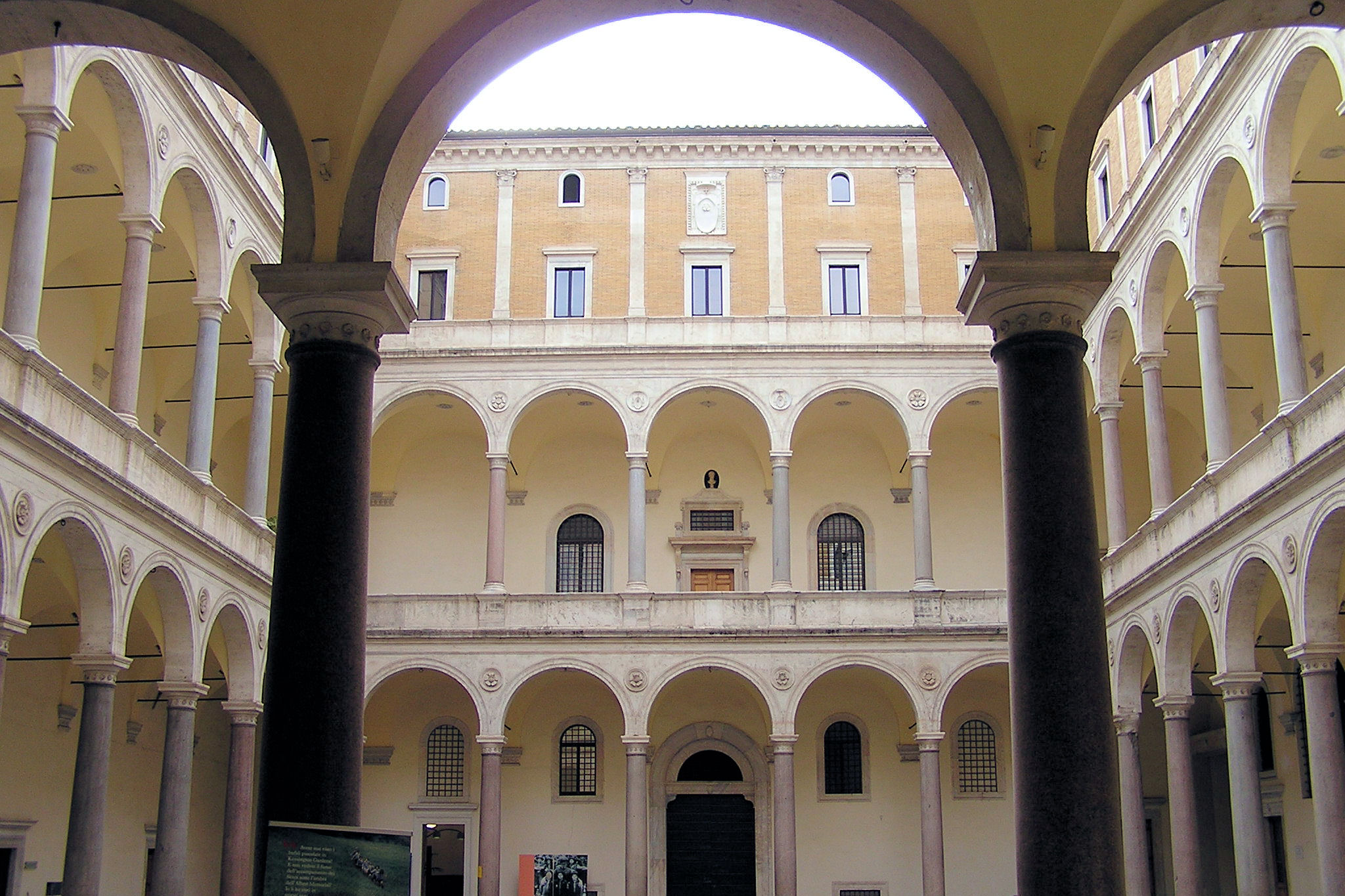
Cour intérieure du palais.

Le palais de la Chancellerie, ou palazzo della Cancelleria, à Rome, est le siège historique de la Chancellerie apostolique et accueille encore aujourd'hui les tribunaux de la Curie romaine : la Pénitencerie apostolique, la Signature apostolique et le tribunal de la Rote. Encore aujourd'hui, le palais est propriété du Vatican.
Les travaux du palais débutent à l'initiative du cardinal Riario à la fin du XVe siècle, probablement sous le pontificat de Sixte IV. La réalisation des travaux est attribuée à Andrea Bregno et à Bramante pour la cour intérieure. Le palais est situé sur le cours Victor-Emmanuel II, non loin de la piazza Navona. Achevé en 1513, le palais est confisqué par le Pape Léon X récemment élu et devient en 1517 le siège de la Chancellerie apostolique.
Outre les bureaux de la chancellerie apostolique, le palais abrite ceux de l'Académie pontificale romaine d'archéologie.
Depuis les accords du Latran de 1929, le palais, de même que plusieurs autres propriétés du Saint-Siège dans Rome, bénéficie du régime de l'extraterritorialité avec toutes les garanties afférentes. La juridiction à l'intérieur du palais dépend donc du Vatican qui, si nécessaire, procède à une intervention de la Gendarmerie vaticane.
Les colonnes des arcades proviennent de la basilique primitive Saint-Laurent-dans-la-Maison-de-Damase (la basilique San Lorenzo in Damaso, reconstruite et intégrée au palais). Le palais abrite notamment la célèbre Sala dei Cento Giorni dont les splendides fresques sont dues au pinceau de Vasari. Ayant échappé à un incendie en 1940, les fresques illustrent diverses scènes de la vie du pape Paul III. Le palais abrite également la célèbre cappella del Pallio, dont les fresques sont dues à Francesco Salviati.

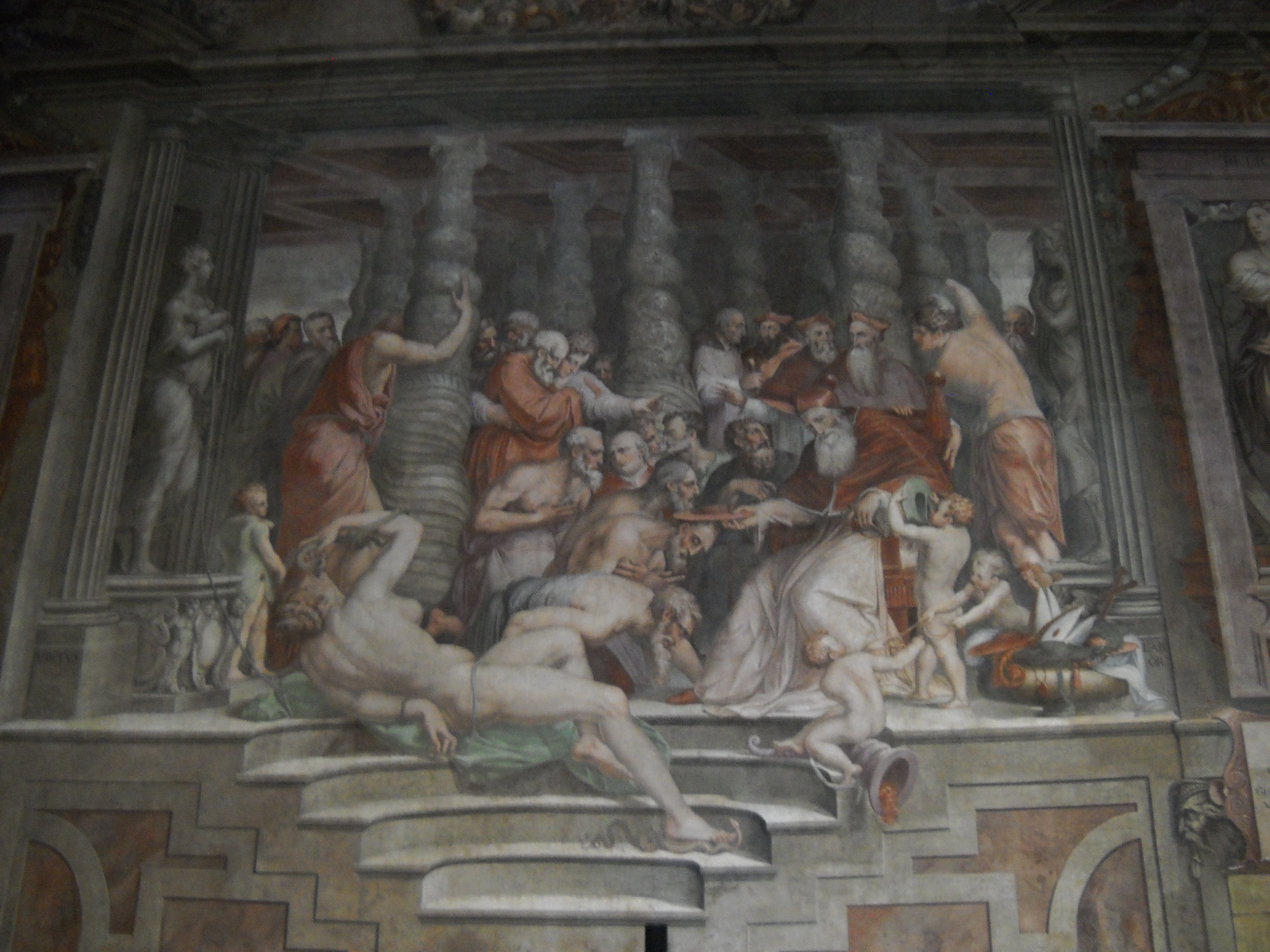
Le pape Paul III - Sala dei Cento Giorni (détail) - Palais de la Chancellerie apostolique.

## Galerie

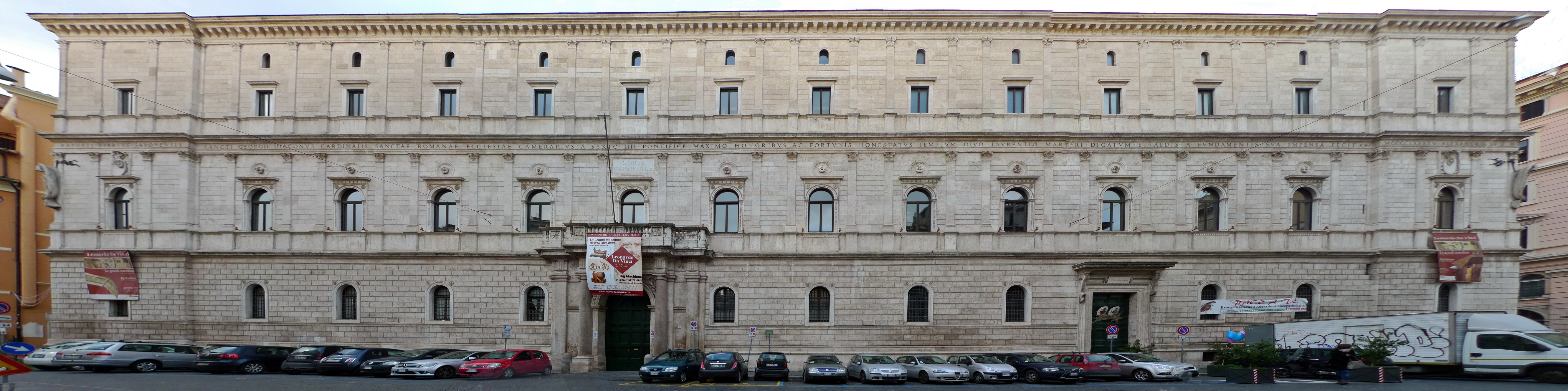
Façade Renaissance
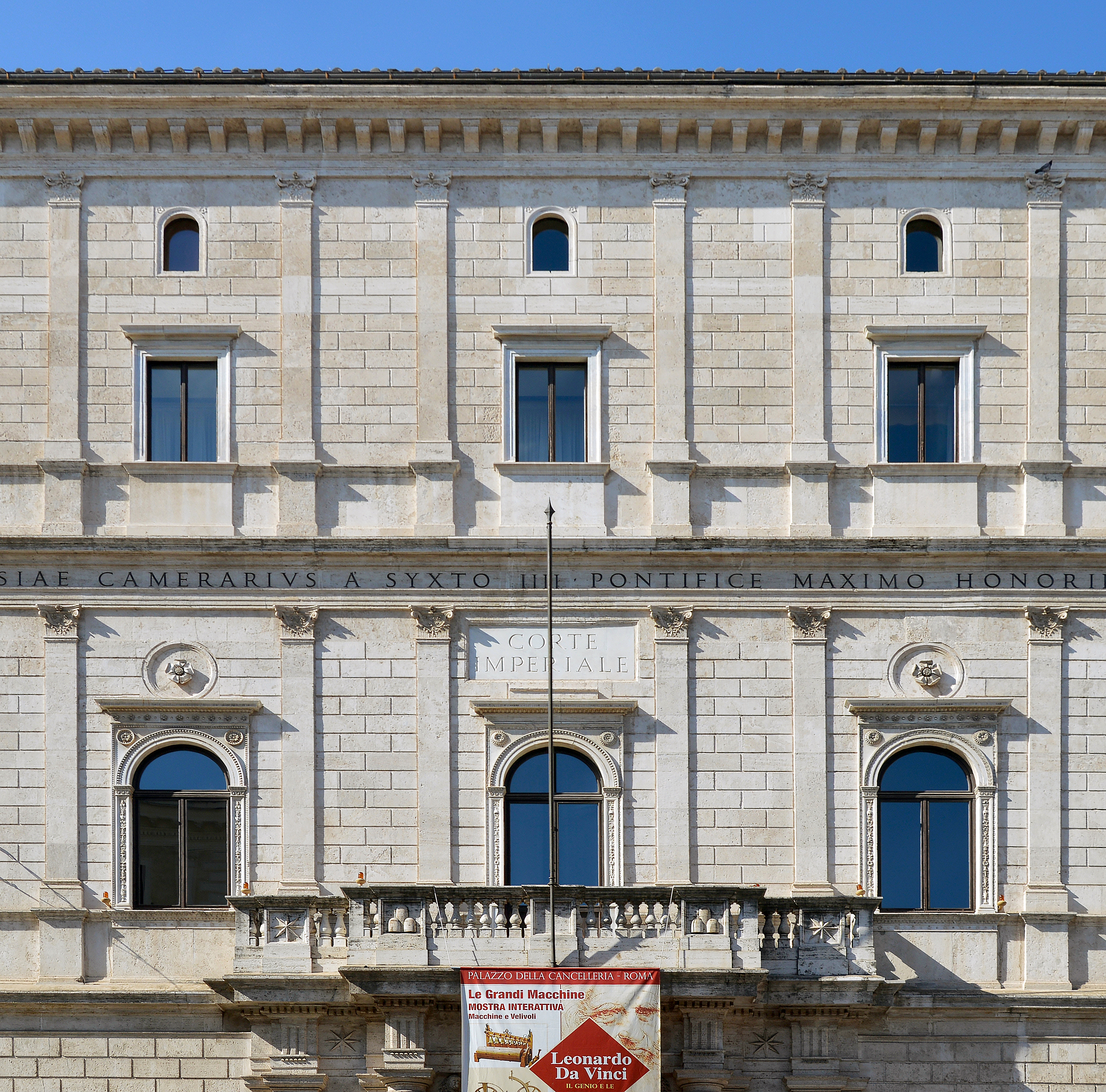
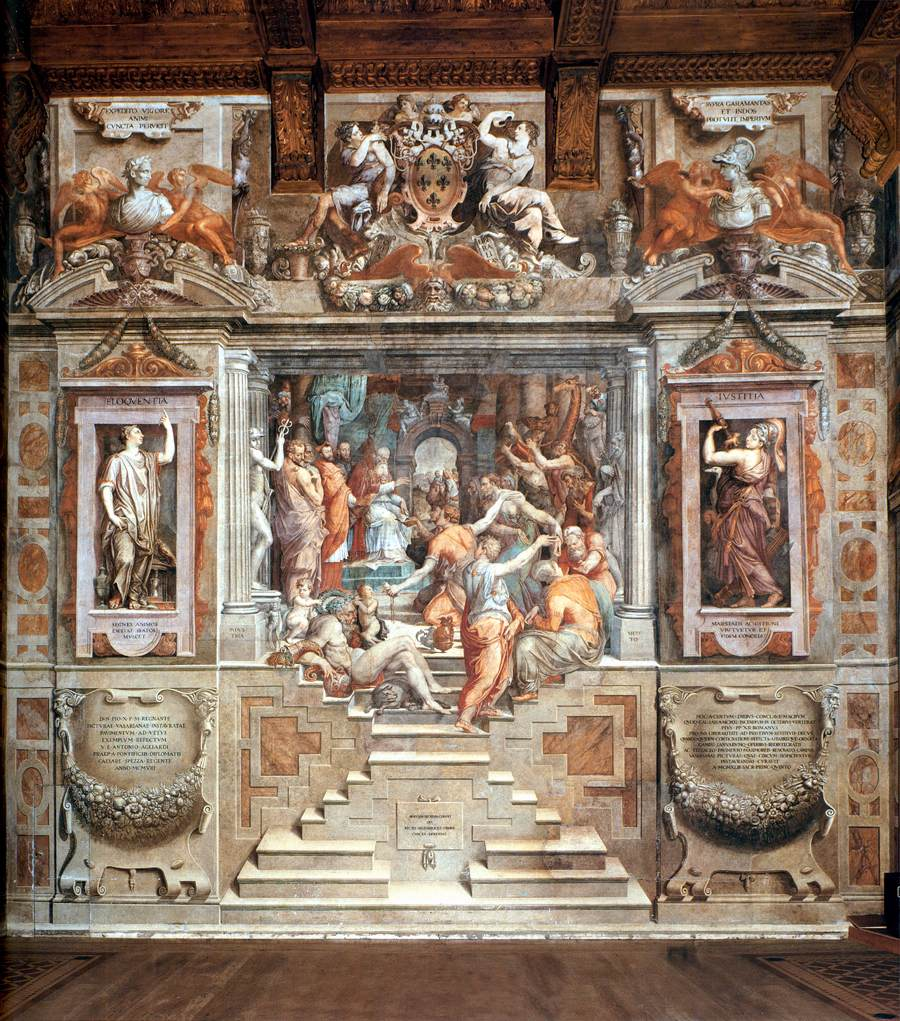
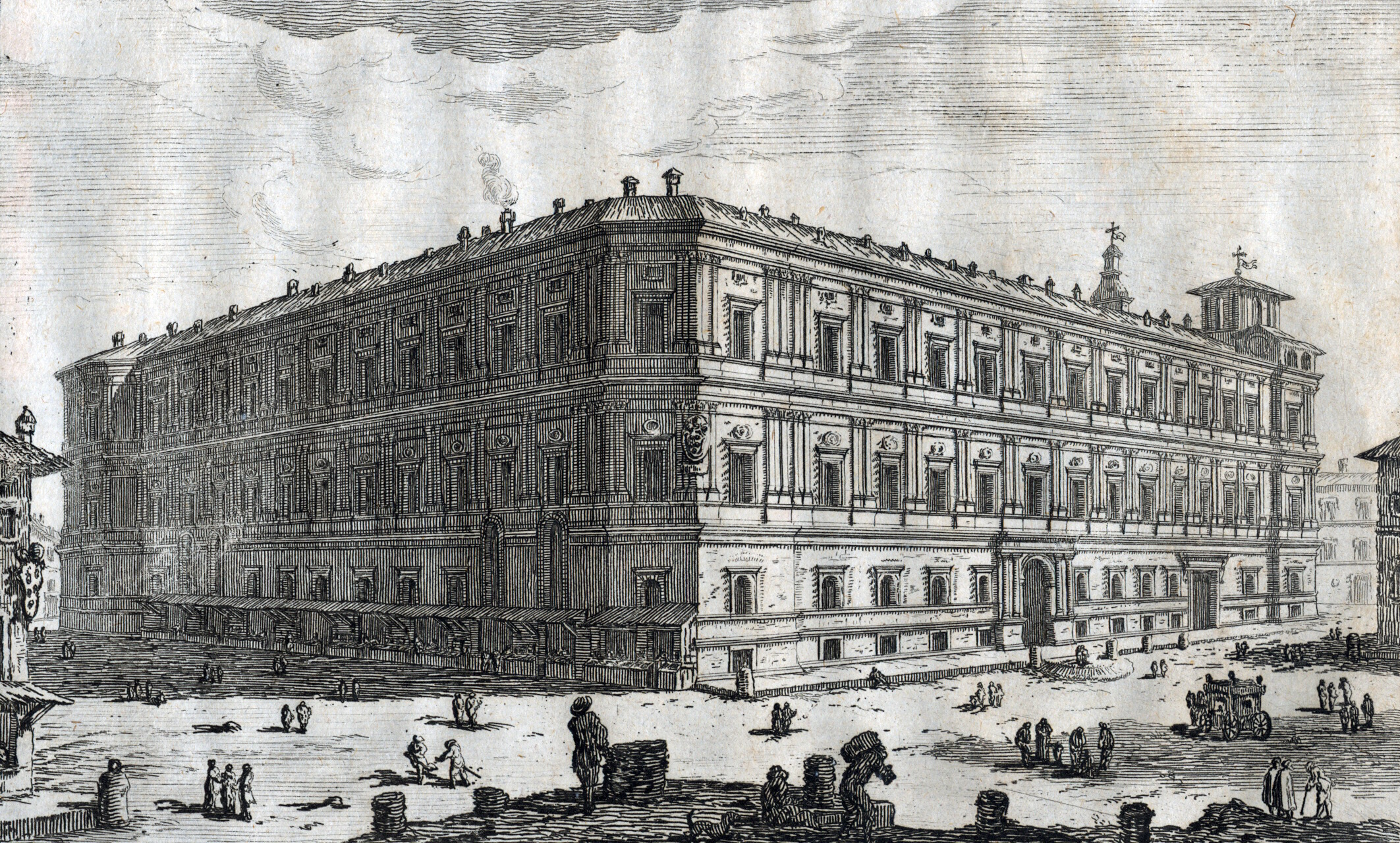
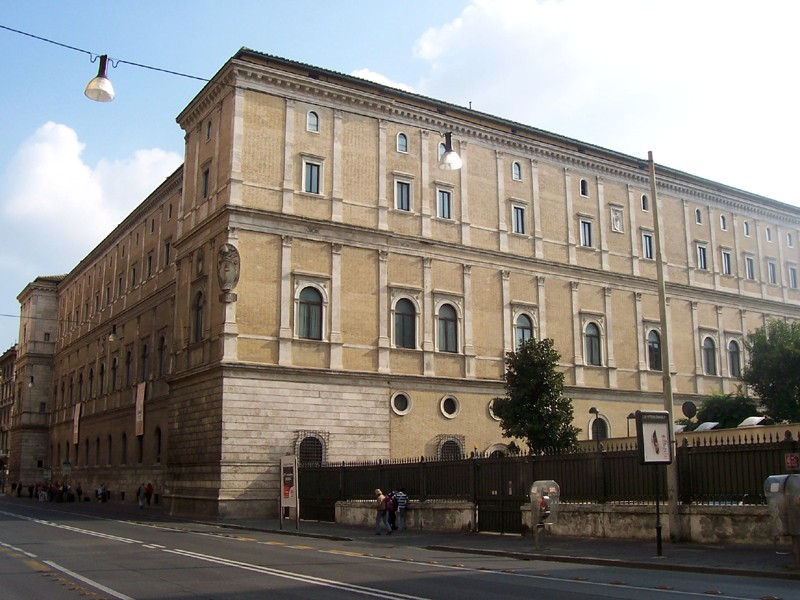
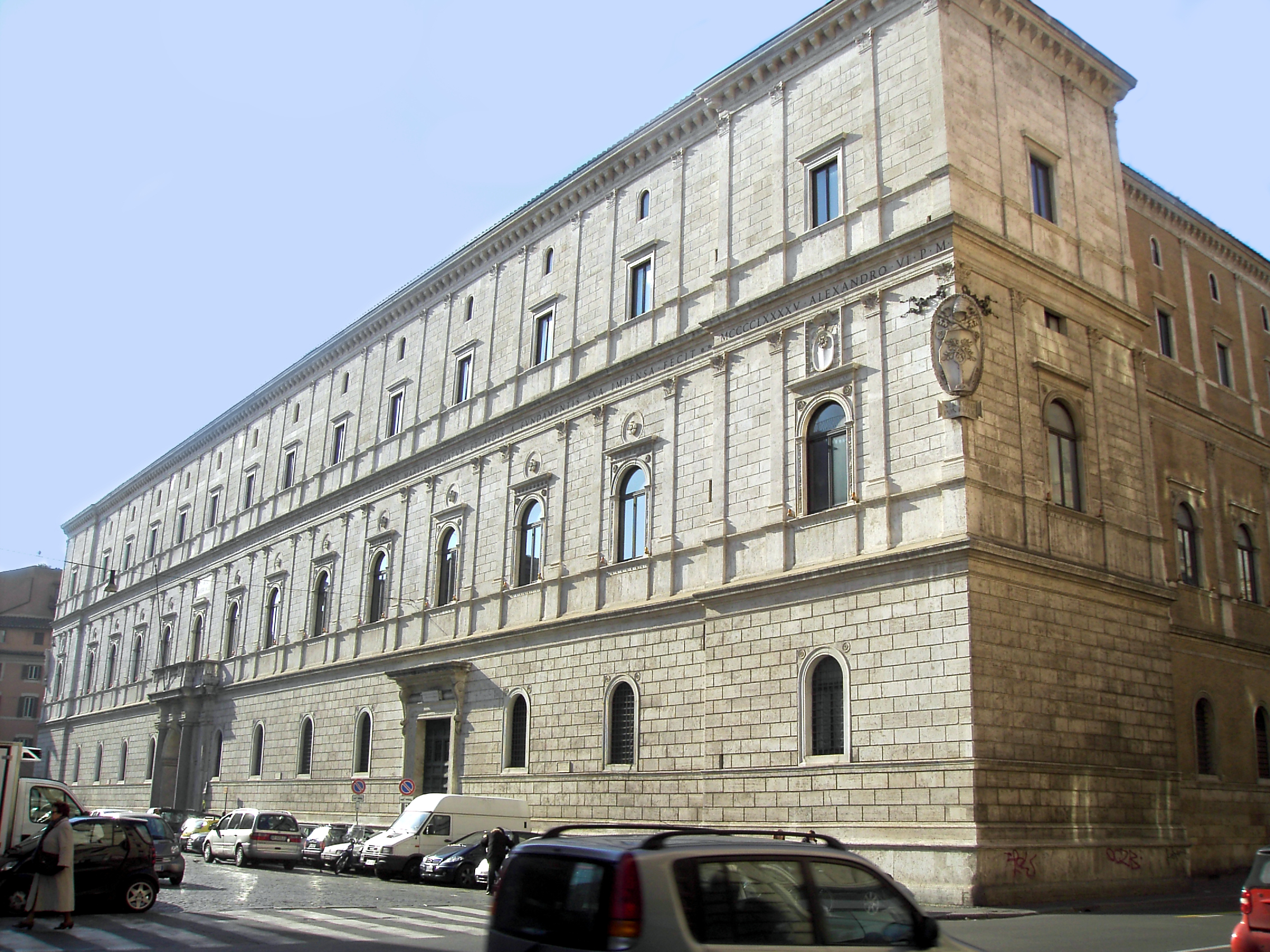